# 奧利韋鎮區 (堪薩斯州歐塞奇縣)
奧利韋鎮區（英語：Olivet Township）是位於美國堪薩斯州歐塞奇縣的一個行政鎮區。

## 地方資料
奧利韋鎮區的面積為159.98平方千米，當中陸地面積為144.23平方千米，而水域面積為15.75平方千米。根據2010年美國人口普查的數據，當地共有人口232人，而人口密度為每平方千米1.45人。

## 外部連結
- US-Counties.com
- City-Data.com （页面存档备份，存于）